# Retrat d'Isabel Porcel
El Retrat d'Isabel Porcel és un quadre de Francisco de Goya pintat cap a 1805. Es tracta d'un retrat d'Isabel Lobo Velasco de Porcel, nascuda a Ronda cap a 1780 i esposa en segones noces d'Antonio Porcel Román, un liberal a qui va retratar també el 1806, quasi vint-i-cinc anys més gran que ella, a qui va conèixer a Madrid als vint anys. Porcel era amic de Jovellanos, que el posaria en contacte amb Goya, que residia molt a prop del matrimoni.
L'oli mostra una dona jove retratada de mig cos i vestida amb camisa blanca i mantellina negra, és a dir, a la moda espanyola. Malgrat la seva indumentària de «maja», la riquesa de les teles i el port de la noia li atorga una elegància aristocràtica. Cal afegir que en determinades èpoques la moda entre les classes riques espanyoles era imitació dels abillaments populars.
Destaca el gest decidit dels seus braços, un d'aquests fent nanses, i la seguretat del seu gest. Té el cabell i ulls castanys clars, la pell molt blanca i està col·locada de mig perfil amb el cos girat cap a la seva esquerra, mentre que el cap compensa amb un gir cap a la dreta el lleu escorç de la figura. Així, aconsegueix de donar verisme i profunditat al retrat sense necessitat d'incloure cap objecte, arquitectura, ni paisatge que l'emmarqui. Una de les rareses del quadre és que la mirada de la jove es dirigeix cap a l'esquerra de l'espectador i no a aquest, com succeeix a la majoria dels seus retrats femenins.
Pel que fa als aspectes tècnics, destaca el contrast entre les puntes de veladures de la mantellina negra i els matisos de seda de la camisa, que es transparenten també sota la gasa negra, i estan suaument graduats amb el to rosat del seu rostre. La pinzellada és solta i els detalls s'aconsegueixen amb gran economia de mitjans. El cromatisme és ja el de les pintures negres, però amb només negres i algun ocre i rosat, aconsegueix matisos i veladures de gran efecte. La bellesa i aplom amb què es retrata aquest nou model de dona ha superat amb molt els estereotips femenins del segle anterior.
Goya tenia gran estimació per aquest quadre, perquè el va mostrar a la Reial Acadèmia de Belles Arts de San Fernando, exposant-lo al judici dels pintors i acadèmics.